# 로이스 로리

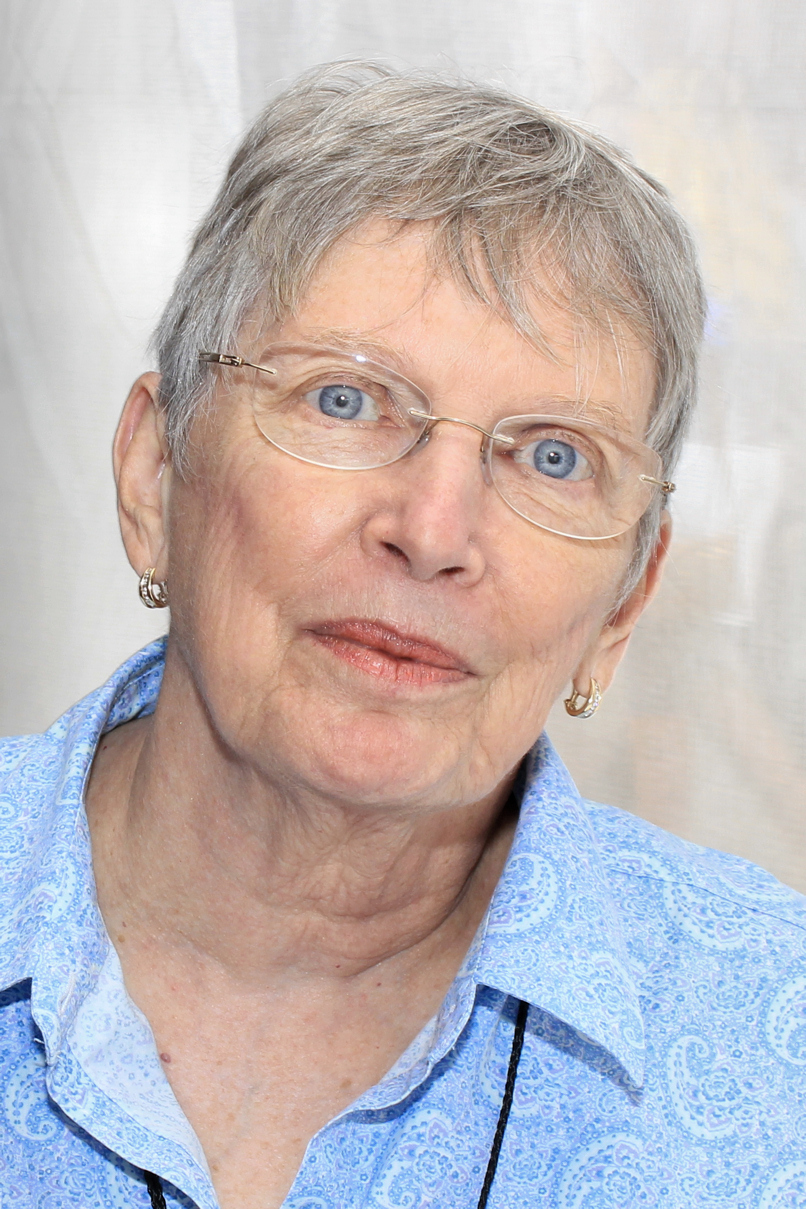

로이스 로리(Lois Lowry, 1937년 - )는 미국의 작가이다. 1937년 하와이 호놀룰루에서 태어났다. 서던 메인 대학교에서 영문학을 전공했다. 현재 메인 주에 거주하며 작품 활동을 하고 있다.

## 주요 작품
첫 작품은 1972년에 낸 《그 여름의 끝》이었다. 이 책은 어렸을 때 언니의 죽음을 바탕으로 쓴 책이다. 로이스 로리는 《래블 스타키》(Rabble starkey)로 1987년 보스턴 글로브 혼 북 상, 《별을 헤아리며》(Number the Stars)로 1989년 뉴베리 상을 받으며 미국 청소년 문학의 대표적인 작가로 자리잡았다.
《기억 전달자》(The giver)로 두 번째 뉴베리 상과 보스턴 글로브 혼 북 아너 상을 받았다. 《기억 전달자》, 《파랑 채집가》(Gathering blue), 《메신저》(messenger), 《태양의 아들》(Son)은 SF 4부작을 이룬다. 그 밖에 《최고의 이야기꾼 구니 버드》, 《그 숲에는 거북이가 없다》, 《무자비한 윌러비 가족》 등의 작품이 있다.